# イリヤ・エレンブルグ
- イリヤ・エレンブルグ
- イリヤ・エレンブルク

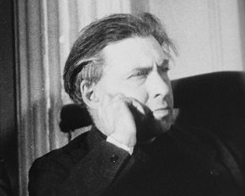
エレンブルグ（1943年の写真）

イリヤ・グリゴーリエヴィチ・エレンブルグ（ロシア語:Илья́ Григо́рьевич Эренбу́рг、1891年1月26日 - 1967年8月31日）は、ソ連の作家。

## 略歴
ユダヤ人技師の子としてロシア帝国時代のウクライナのキーウで生まれた。モスクワの第1中学に入学するが、1906年に15歳でボリシェヴィキの地下運動に参加し、中学から放校処分を受ける。1909年にフランスに亡命して神秘主義・耽美主義の影響を受ける。1917年の革命に際して帰国し、各地を放浪ののち演劇の仕事や文学の講義をしていたが、1921年に芸術派遣員として国外に去り、作品を書いてソ連邦の出版物に掲載しはじめた。
大祖国戦争においては対独宣伝活動の一端を担い、赤軍に従軍した。これについては回想録に詳しい。1941年の長編『パリ陥落』（Падение　Парижа）と1947年の対独協力者アンドレイ・ウラソフ将軍を題材とした大作『嵐』（Буря）はいずれもスターリン賞を受けた。世界平和のために活動し、スターリン平和賞も受けている。
1967年、前立腺と膀胱の癌により死去。モスクワのノヴォデヴィチ女子修道院の墓地に埋葬されている。墓石には友人であったパブロ・ピカソによる肖像画の複製が刻まれている。

## 作風
1920年代までのエレンブルグの作風はモダニズムの傾向が著しいが、ソ連で五カ年計画が始まった1930年代には国策である工業化を「肯定的に」あつかった作品が主となる。ドイツ・フランス・スペインで人生最良の時を過ごしたエレンブルグは、ソ連ではほとんど亡命者のように感じながらも、時代に順応し生きのびることに成功した。
スターリン批判後に書かれた『雪どけ』（Оттепель）（1954年）において、エレンブルグはスターリン時代における芸術家の悲劇を描き、のちのパステルナークやソルジェニーツィンなどと同じくスターリニストたちの攻撃の的となった。1964年に発表された『回想録』は、自己弁護とソ連邦の政策を正当化する傾向を免れていないとしても、20世紀ロシアの歴史に手がかりを与えた。

## 作品
- フリオ・フレニト　Хулио Хуренито （1922年）
- ニコライ・クルボフの生涯と破滅　Жузнь  и  гибель  Николая  Курбова （1923年）
- 13本のパイプ　Тринадцать трубок （1923年）
- トラストD. E.　Трест　Д．Е． （1923年）
- ジャンナ・ネイの恋  Любовь  Жанны  Ней （1924年）
- 1925年の夏　Лето 1925 года （1926年）
- 第二の日　День второй （1934年）
- 息もつがずに　Не переводя　дыхания （1935年）
- パリ陥落　Падение　Парижа （1941年）
- 嵐　Буря （1947年）
- 第九の波　Девятый Вал （1952年）
- 雪どけ　Оттепель （1954年）
- 回想録 （1964年）

### 邦訳
「雪どけ」以外
- 『欧羅巴の滅亡』椎名晟訳 玄文社 1924
- 『けれども地球は廻つてゐる』八住利雄訳 原始社 1927
- 『フリオ・フレニトとその弟子達』河村雅訳 春秋社 1927
  - 『フリオ・フレニトの遍歴』工藤精一郎訳「世界文学全集 20世紀の文学 第28 (エレンブルグ、カターエフ)』集英社 1965
- 『トラストD・E』昇曙夢訳 世界文学全集 第38巻 (新興文学集)新潮社 1929
  - 『トラストD・E』吉上昭三訳「世界SF全集 第9巻』早川書房 1970
  - 『トラストDE ヨーロッパ滅亡史』小笠原豊樹、三木卓訳 河出書房新社 1970、海苑社 1993
  - 『トラストDE』中本信幸訳「世界文学全集 42 (エレンブルグ.レオーノフ.アクショーノフ)』学習研究社 1979
- 『コンミユーン戦士のパイプ』蔵原惟人訳 新興文学全集 第22 平凡社 1928
- 『自動車の一生』高田保訳 内外社 国際最鋭文学叢書 1930
- 『ジャンヌ・ネイの愛』河村雅訳 春秋社 1930
- 『これが映画だ 夢の工場』岩崎昶訳 往来社 映画科学研究叢書 1933
- 『第二の日』中村白葉訳 現代ソヴェト文学全集 三笠書房 1935
  - 『第二の日』中村融訳 新潮文庫 1955
- 『息もつがずに』上脇進訳 改造社 1936
- 『西方の作家たち』小出峻、大島博光訳 橡書房 1936
- 『パリ陥落』淡徳三郎、成田精太共訳 万里閣 1951
  - 『パリ陥落』工藤精一郎訳 新潮文庫 1961
  - 『パリ陥落』高橋啓吉訳 新日本出版社 1986
- 『第九の波』小笠原豊樹訳 彰考書院 1952
  - 『第九の波』泉三太郎訳 岩波書店 1955 現代の文学
- 『嵐』西尾章二、松田作人共訳 河出書房 1953-1954 ソヴエト文学全集
- 『作家の仕事』鹿島保夫訳 未来社 1954 未来芸術学院
- 『世界に平和を』山田茂勝訳 大月書店 1954
- 『戦争』ソヴェト研究者協会文学部会訳 創元社 1954
- 『人は生きることを望んでいる』川上洸訳編 新評論社 1954
- 『たそがれ』原子林二郎訳 20世紀社 1955
- 『十三本のパイプ』小笠原豊樹訳 修道社 1957、ブロンズ新社 1970、未知谷 2014
- 『現代の記録』小笠原豊樹訳 修道社 1957
- 『自選エレンブルグ文学・芸術論集 附・雪どけ論争』佐藤清郎訳 新興出版社 1957
- 『日本印象記』原卓也、山田茂勝訳 中央公論社 1957
- 『チエーホフ 作品を読みなおして』篠原茂訳 紀伊国屋書店 1960
- 『わが回想 人間・歳月・生活』全5部 木村浩訳 朝日新聞社 1961-1967
- 『ふらんすノート』木村浩訳 岩波新書 1962
- 『芸術家の運命』小笠原豊樹訳 美術出版社 1964 美術選書
- 『エレンブルグ文学芸術論集』鹿島保夫訳 至誠堂 1968
- 『長崎の雨』稲田定雄訳 勁草書房 1971